# Pierangelo Fornaro
Pierangelo Fornaro (Alessandria, 16 marzo 1970) è un chitarrista e compositore italiano.

## Biografia
Si è diplomato nei Conservatori di Alessandria, Torino e Milano in chitarra con Guido Margaria in composizione con Carlo Mosso e Gilberto Bosco e in musica elettronica con Ruggero Tajé; si è laureato in Scienze Politiche (tesi sulla funzione politica della musica) e diplomato al corso arrangiatori della Scuola di APM di Saluzzo, presso cui ha insegnato composizione e arrangiamento.
Alla fine degli anni novanta, insieme a Corrado Carosio, ha dato vita al sodalizio artistico Bottega del suono, con il quale ha composto e realizzato musiche originali per la TV (Non Uccidere, Rocco Schiavone), il Cinema (Mai + come prima, Buio) e la Pubblicità (Bmw, Intesa Sanpaolo, Coca Cola, Rai Canone, Fiat, 12.40...) 
In Pierangelo Fornaro la predilezione per la musica applicata alle immagini si caratterizza per la fusione delle tecniche di orchestrazione tradizionali con le tecnologie elettroniche di produzione ed elaborazione del suono, con un approccio essenzialmente multistilistico.

## Filmografia

### Cinema
- Hannover, regia di Ferdinando Vicentini Orgnani (2003)
- La Rosa Muta, regia di Craig Bell (2004) - corto
- Mai + come prima, regia di Giacomo Campiotti (2005)
- L'uomo che sconfisse il boogie, regia di Davide Cocchi (2006) - documentario
- Il re dell'Isola, regia di Raimondo della Calce (2009) - corto di animazione
- Tutti i rumori del mare, regia di Federico Brugia (2012)
- La prestazione, regia di Alberto Basaluzzo (2014) - corto
- Vudu Dolls, regia di Raimondo della Calce (2014) - corto di animazione
- Banana (canzoni originali), regia di Andrea Jublin (2014)
- Buio, regia di Emanuela Rossi (2020)
- Il Mammone, regia di Giovanni Bognetti (2022)

### Televisione
- Colpi di sole, regia di Mariano Lamberti - serie TV (2006)
- Ondino, regia di Raimondo della Calce - serie animata (2009)
- Impazienti, regia di Celeste Laudisio - serie TV (2014)
- Orange Is the New Black – serie TV, episodio 2x02 (2014)
- Non uccidere – serie TV (2015-2017)
- Rocco Schiavone – serie TV (2016-in corso)
- Non ho niente da perdere, regia di Fabrizio Costa - film TV (2019)
- Oltre la soglia, regia di Monica Vullo e Riccardo Mosca - serie TV (2019)
- Digitare il codice segreto, regia di Fabrizio Costa - film TV (2021)
- Vostro onore, regia di Alessandro Casale – serie TV (2022)
- Il re, regia di Giuseppe Gagliardi - serie TV (2022-2024)
- Una Scomoda Eredità, regia di Fabrizio Costa - film TV (2022)

## Riconoscimenti
- SIAE Music Awards 2023[5] Nomination nella sezione "Colonna sonora TV” per una “Scomoda Eredità"
- Premio ColonneSonore.net 2016  "Migliore musica per fiction TV italiana" (Rocco Schiavone)[6]
- 48° Key Award cat. Sound Design (spot Cucine LUBE)[7]
- Premio miglior colonna sonora al 17* Genova Film Festival (Vudu Dolls)[8]
- I° Concorso di Composizione Angelo Francesco Lavagnino per musiche da film.[9]